# 電話簿
电话簿，又称作电话本，是一种刊载有当地电话用户信息列表的出版物。通过电话簿，市民可以查询到当地的政府、公共事业、商业单位等电话用户的名字、电话号码及地址。
电话簿中的名字一般按照拼音顺序排列，也有按照邮政编码、街道位置或者电话号码本身来排序的。通常都會收錄当地所有较重要的电话用户，但也有部分用户付费来隐去自己的名字。

## 出版发行
电话簿一般以印刷品的形式出版，也有电子格式通过互联网、CD-ROM光盘等渠道发布。
在法国，法国电信向电话用户出租小型可视图文终端，以此缩减出版电话簿的开支，但仍然提供纸质电话簿。
在冰岛，电话簿是纸质形式，有网站提供电子电话簿服务。
在瑞士，公共电话附带有电子电话簿，使用者需要付费。
在中国大陆，电话簿一般由当地电信服务商（例如中国电信、中国联通）编纂并出版，在邮政局、报刊亭、书店、电信服务商的营业厅有售。
在台灣，電話簿是紙質形式，有網站提供電子電話簿服務。早期由交通部電信總局發行，1996年6月15日電信業務公司化、成立中華電信股份有限公司之後由該公司繼續發行。1997年2月1日，中華電信電話簿的編輯與發行部門獨立為中華國際黃頁股份有限公司。

## 类型
电话簿按照纸张的颜色分为多个类型：
- 黄页：一般包含商业信息，按照营业类型排序，通常有广告。
- 白页：通常包含有个人信息列表。

## 其他
- 1974年 , “亞洲專業出版社” 創立台灣建築業界第一本黃頁《亞洲建築專業電話簿》。

- 在台灣，亞洲建築專業電話簿，建築建材的黃頁，也發行49年了(1974年) , 也轉型到網路平台 亞洲建築專業網 （页面存档备份，存于）  。